# John S. Robinson

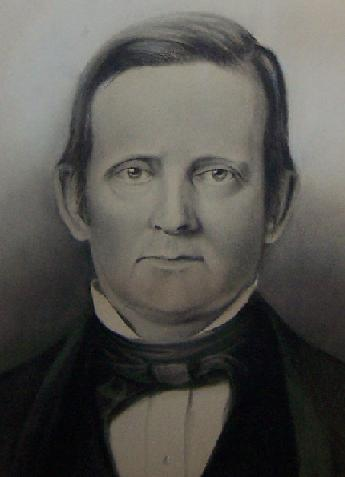
John S. Robinson

John Staniford Robinson (* 10. November 1804 in Bennington, Vermont; † 25. April 1860 in Charleston, South Carolina) war ein US-amerikanischer Politiker und von 1853 bis 1854 Gouverneur des Bundesstaates Vermont.

## Frühe Jahre
John Robinson war der Enkel von Moses Robinson, dem früheren US-Senator und Gouverneur von Vermont. Sein Großonkel Jonathan Robinson war zwischen 1807 und 1815 ebenfalls US-Senator. Jonathan besuchte bis 1824 das Williams College. Nach einem anschließenden Jurastudium wurde er im Jahr 1827 als Rechtsanwalt zugelassen. Danach eröffnete er in Bennington eine eigene Kanzlei, die er bis zu seinem Tode betrieb.

## Politischer Aufstieg
John Robinson war Mitglied der Demokratischen Partei. Zwischen 1832 und 1833 war er Abgeordneter im Repräsentantenhaus von Vermont und zwischen 1838 und 1839 war er Mitglied des Staatssenats. Seine politische Laufbahn wurde durch die Spaltung seiner Partei über die Frage der Sklaverei behindert. Nachdem er sich bereits zweimal erfolglos um das Amt des Gouverneurs beworben hatte, wurde er im Jahr 1853 von der Legislative in dieses Amt gewählt. Vorausgegangen war eine reguläre Wahl, bei der kein Bewerber die notwendigen 50 % der Wählerstimmen erreicht hatte. Robinson sollte bis 1963 der letzte Demokrat im Amt des Gouverneurs von Vermont bleiben. Ihm folgten 50 Gouverneure der Republikanischen Partei.

## Gouverneur von Vermont und weiterer Lebenslauf
John Robinson trat seine einjährige Amtszeit am 1. Oktober 1853 an. Seine Amtszeit war überschattet von den bundesweiten Debatten über die Frage der Sklaverei sowie dem nationalen Gegensatz zwischen den Nord- und den Südstaaten. Im Jahr 1860 führte Robinson die Delegation aus Vermont bei der Democratic National Convention in Charleston an. Dort erlag er am 25. April einem Schlaganfall. John Robinson war mit Juliette Robinson verheiratet. Die Ehe war kinderlos.